# Матысик, Фердинанд
Фердинанд Матысик (пол. Ferdynand Matysik; 21 апреля 1931 — 9 мая 2021) — польский актёр театра, кино, телевидения и кабаре.

## Биография
Фердинанд Матысик родился в д. Дрогомысль (гмина Струмень Цешинского повята в Силезском воеводстве Польши). Актёрское образование получил в Государственной высшей театральной школе в Кракове, которую окончил в 1954 году. Дебютировал в театре в Гданьске в 1954 году. Актёр театров в Гданьске, Кракове и Вроцлаве, тоже в кабаре Анджея Валигурского. Выступал в спектаклях польского «театра телевидения» с 1966 года.

## Избранная фильмография
- 1953 — Три повести / Trzy opowieści
- 1956 — Тень / Cień
- 1958 — Пепел и алмаз / Popiół i diament
- 1964 — Конец нашего света / Koniec naszego świata — Рудольф
- 1965 — Горячая линия / Gorąca linia
- 1965 — Катастрофа / Katastrofa
- 1966 — Полный вперёд! / Cała naprzód
- 1967 — Все свои / Sami swoi
- 1968 — Ставка больше, чем жизнь / Stawka większa niż życie (только в 18-й серии) — полковник Лицке
- 1969 — Знаки на дороге / Znaki na drodze
- 1970 — Кто верит в аистов? / Kto wierzy w bociany?
- 1970 — Ловушка / Pułapka
- 1971 — Кардиограмма / Kardiogram
- 1971 — Эпидемия / Zaraza
- 1972 — Анатомия любви / Anatomia miłości
- 1973 — Час пик / Godzina szczytu
- 1973 — Дорога / Droga (только в 1-й серии)
- 1974 — Потоп / Potop
- 1974 — Час за часом / Godzina za godziną
- 1975 — Грех Антония Груды / Grzech Antoniego Grudy
- 1975 — Игроки / Hazardziści
- 1975 — Директора / Dyrektorzy (только в 3-й серии)
- 1976 — Далеко от шоссе / Daleko od szosy
- 1978 — Дознание пилота Пиркса / Test pilota Pirxa
- 1978 — Жизнь, полная риска / Życie na gorąco (только в 9-й серии)
- 1978 — Роман и Магда / Roman i Magda
- 1979 — Страхи / Strachy
- 1980 — Потому что я помешался для неё / Bo oszalałem dla niej
- 1981 — Страхи / Dreszcze
- 1981 — Ржавчина / Rdza
- 1982 — Аварийный выход / Wyjście awaryjne
- 1982 — Пепельная среда / Popielec (только в 6-й серии)
- 1984 — Три стоп над землёй / Trzy stopy nad ziemią
- 1986 — Я люблю вампира (Я люблю летучих мышей) / Lubię nietoperze
- 1985 — Кукушка в тёмном лесу / Kukułka w ciemnym lesie — член идентификационной комиссии
- 1986 — Чайки / Mewy
- 1989 — Консул / Konsul
- 1989 — Капитал, или Как сделать деньги в Польше / Kapitał, czyli jak zrobić pieniądze w Polsce
- 2004 — Первая любовь / Pierwsza miłość
- 2006 — Волна преступности / Fala zbrodni (только в 51-й серии)

## Признание
- 1976 — Серебряный крест Заслуги.
- 1983 — Заслуженный деятель культуры Польши.
- 1984 — Кавалерский крест ордена Возрождения Польши.
- 1996 — Награда за роль — XXXVI Калишские театральные встречи.
- 2006 — Серебряная медаль «За заслуги в культуре Gloria Artis»[2].